# Чемпіонат Сан-Марино з футболу 2003—2004
Чемпіонат Сан-Марино з футболу 2003—2004 — 19-й сезон чемпіонату Сан-Марино з футболу. Чемпіоном став «Пеннаросса».
| Чемпіон Сан-Марино 2003—04 |
| -------------------------- |
| «Пеннаросса» 1-й титул     |

## Учасники
У чемпіонаті брали участь 15 команд.
| Клуб              | Місто         |
| ----------------- | ------------- |
| Кайлунго          | Борго-Маджоре |
| Космос            | Серравалле    |
| Доманьяно         | Доманьяно     |
| Фаетано           | Фаетано       |
| Монтевіто         | Фйорентіно    |
| Фольгоре/Фальчано | Серравалле    |
| Ювенес-Догана     | Серравалле    |
| Ла Фіоріта        | Монтеджардіно |
| Лібертас          | Борго-Маджоре |
| Мурата            | Сан-Марино    |
| Пеннаросса        | К'єзануова    |
| Сан-Джованні      | Борго-Маджоре |
| Тре Фйорі         | Фйорентіно    |
| Тре Пенне         | Сан-Марино    |
| Віртус            | Аккуавіва     |

## Турнірна таблиця

### Група А
| М | Команда           | І  | В  | Н | П  | МЗ | МП | РМ  | О  | Кваліфікація або пониження в класі         |
| - | ----------------- | -- | -- | - | -- | -- | -- | --- | -- | ------------------------------------------ |
| 1 | Пеннаросса Ч      | 21 | 14 | 4 | 3  | 41 | 20 | +21 | 46 | Кваліфікаційний раунд Кубка УЄФА 2004–2005 |
| 2 | Ювенес-Догана     | 21 | 13 | 5 | 3  | 49 | 18 | +31 | 44 | Кваліфікація у Плей-оф                     |
| 3 | Кайлунго          | 21 | 13 | 1 | 7  | 43 | 22 | +21 | 40 | Кваліфікація у Плей-оф                     |
| 4 | Лібертас          | 21 | 9  | 6 | 6  | 29 | 20 | +9  | 33 |                                            |
| 5 | Тре Пенне         | 21 | 7  | 2 | 12 | 22 | 35 | −13 | 23 |                                            |
| 6 | Сан-Джованні      | 21 | 5  | 7 | 9  | 23 | 37 | −14 | 22 |                                            |
| 7 | Ла Фіоріта        | 21 | 5  | 6 | 10 | 24 | 33 | −9  | 21 |                                            |
| 8 | Фольгоре/Фальчано | 21 | 1  | 4 | 16 | 15 | 58 | −43 | 7  |                                            |

Джерела: myscore.ua
Правила класифікації: 
1) очок; 2) очок в очних зустрічах; 3) різниця м'ячів в очних зустрічах; 4) забито м'ячів в очних зустрічах; 5) різниця м'ячів; 6) кіл-ть забитих м'ячів.
(Ч) = Чемпіон; (Пн)/(В) = Понижено в класі/Вибув; (Пв) = Підвищення в класі; (ПП) = Переможець плей-оф; (Н) = Перехід до наступного раунду. 
Застосовується тільки коли сезон ще не закінчений: 
(К) = Кваліфікований до раунду турніру; (КН) = Кваліфікований до турніру, але не до конкретного раунду; (Д) = Дискваліфікований з турніру.

Head-to-Head: used when head-to-head record is used to rank tied teams.

### Група B
| М | Команда   | І  | В  | Н | П  | МЗ | МП | РМ  | О  | Кваліфікація або пониження в класі |
| - | --------- | -- | -- | - | -- | -- | -- | --- | -- | ---------------------------------- |
| 1 | Доманьяно | 20 | 12 | 5 | 3  | 39 | 23 | +16 | 41 | Кваліфікація у Плей-оф             |
| 2 | Мурата    | 20 | 12 | 5 | 3  | 32 | 14 | +18 | 41 | Кваліфікація у Плей-оф             |
| 3 | Віртус    | 20 | 11 | 5 | 4  | 48 | 24 | +24 | 38 | Кваліфікація у Плей-оф             |
| 4 | Тре Фйорі | 20 | 10 | 5 | 5  | 35 | 20 | +15 | 35 |                                    |
| 5 | Фаетано   | 20 | 5  | 6 | 9  | 23 | 28 | −5  | 21 |                                    |
| 6 | Космос    | 20 | 3  | 2 | 15 | 15 | 48 | −33 | 11 |                                    |
| 7 | Монтевіто | 20 | 1  | 3 | 16 | 16 | 54 | −38 | 6  |                                    |

Джерела: myscore.ua
Правила класифікації: 
1) очок; 2) очок в очних зустрічах; 3) різниця м'ячів в очних зустрічах; 4) забито м'ячів в очних зустрічах; 5) різниця м'ячів; 6) кіл-ть забитих м'ячів.
(Ч) = Чемпіон; (Пн)/(В) = Понижено в класі/Вибув; (Пв) = Підвищення в класі; (ПП) = Переможець плей-оф; (Н) = Перехід до наступного раунду. 
Застосовується тільки коли сезон ще не закінчений: 
(К) = Кваліфікований до раунду турніру; (КН) = Кваліфікований до турніру, але не до конкретного раунду; (Д) = Дискваліфікований з турніру.

Head-to-Head: used when head-to-head record is used to rank tied teams.

## Плей-оф
У Плей-оф брали участь 3 найкращі команди кожної групи. Команда, яка програла двічі, вибуває.

### Перший раунд
| 14 квітня 2004 |

| Мурата                                | 2-1 | Кайлунго                   |
| ------------------------------------- | --- | -------------------------- |
| Нікола Албані 26' Стефано Белліні 55' |     | Франческо Россі 67' (пен.) |

|  |

| 14 квітня 2004 |

| Ювенес-Догана        | 1-3 | Віртус                                                  |
| -------------------- | --- | ------------------------------------------------------- |
| Марко Манчінелла 86' |     | Мірко Монталі 38' Андреа Бартолі 54' Еверт Заволі 90+3' |

|  |

### Другий раунд
| 17 квітня 2004 |

| Пеннаросса                                                                             | 5-3 | Мурата                                          |
| -------------------------------------------------------------------------------------- | --- | ----------------------------------------------- |
| Іван Бончі 40' (пен.), 61' Алессандро Панкотті 51' Халід Забул 74' Джакомо Болонья 87' |     | Данієль Пагангі 8', 39' (пен.) П'єтро Тамаї 78' |

|  |

| 17 квітня 2004 |

| Доманьяно                                  | 2-1 (дч) | Віртус             |
| ------------------------------------------ | -------- | ------------------ |
| Андреа Уголіні 12' (аг) Джакомо Фамбрі 97' |          | Андреа Уголіні 30' |

|  |

### Третій раунд
| 21 квітня 2004 |

| Кайлунго                                                            | 4-2 | Віртус                               |
| ------------------------------------------------------------------- | --- | ------------------------------------ |
| Франческо Россі 30' (пен.), 50' Андреа Тосі 56' Маттео Андреїні 57' |     | Мірко Монталі 23' Андреа Бартолі 35' |

|  |

| 21 квітня 2004 |

| Ювенес-Догана      | 1-3 | Мурата                                     |
| ------------------ | --- | ------------------------------------------ |
| Паоло Монтанья 64' |     | Маттео Чеккіні 3' Стефано Белліні 30', 59' |

|  |

### Четвертий раунд
| 23 квітня 2004 |

| Пеннаросса              | 1-4 (дч) | Доманьяно                                                            |
| ----------------------- | -------- | -------------------------------------------------------------------- |
| Алессандро Панкотті 18' |          | Нікола Баччоккі 6', 108' Джакомо Фамбрі 93' Алессандро Дзанотті 112' |

|  |

| 26 квітня 2004 |

| Кайлунго                                                      | 3-1 | Мурата              |
| ------------------------------------------------------------- | --- | ------------------- |
| Франческо Россі 41' Лоріс Балдаччі 75' Алессандро Монджой 85' |     | Марко де Луїджі 81' |

|  |

### Півфінал
|  |

| Пеннаросса                                                        | 3-0 | Кайлунго |
| ----------------------------------------------------------------- | --- | -------- |
| Нікола Чаччі 44' Алессандро Панкотті 82' Мохамед Забул 90' (пен.) |     |          |

|  |

### Фінал
|  |

| Доманьяно                               | 2-2 (пен. 2:4) | Пеннаросса                                |
| --------------------------------------- | -------------- | ----------------------------------------- |
| Джакомо Фамбрі 27' Федеріко Донаті 101' |                | Нікола Чаччі 65' Мохамед Забул 96' (пен.) |

|  |